# 재산초등학교 (강원)
재산초등학교는 대한민국 강원특별자치도 평창군 용평면 평창대로 1752-7 (재산리)에 있었던 초등학교이다.

## 연혁
- 1953년 6월 5일 신리국민학교 재산분실 인가
- 1954년 2월 20일 신리국민학교 재산분교장 인가
- 1963년 11월 22일 재산국민학교로 승격인가
- 1996년 3월 1일 재산초등학교로 교명 변경
- 1999년 9월 1일 폐교